# Municipio de Columbus (Indiana)
El municipio de Columbus (en inglés: Columbus Township) es un municipio ubicado en el condado de Bartholomew en el estado estadounidense de Indiana. En el año 2010 tenía una población de 45578 habitantes y una densidad poblacional de 316,47 personas por km².

## Geografía
El municipio de Columbus se encuentra ubicado en las coordenadas 39°12′25″N 85°55′8″O / 39.20694, -85.91889. Según la Oficina del Censo de los Estados Unidos, el municipio tiene una superficie total de 144.02 km², de la cual 142.3 km² corresponden a tierra firme y (1.19%) 1.72 km² es agua.

## Demografía
Según el censo de 2010, había 45578 personas residiendo en el municipio de Columbus. La densidad de población era de 316,47 hab./km². De los 45578 habitantes, el municipio de Columbus estaba compuesto por el 86.91% blancos, el 2.56% eran afroamericanos, el 0.24% eran amerindios, el 5.19% eran asiáticos, el 0.07% eran isleños del Pacífico, el 3.05% eran de otras razas y el 1.98% pertenecían a dos o más razas. Del total de la población el 6.42% eran hispanos o latinos de cualquier raza.